# Списак одликованих Орденом партизанске звезде
Орден партизанске звезде у сва три реда, од 1944. до 1980. године додељен је укупно 12.542 пута. 
Орден партизанске звезде са златним венцем (раније првог реда), у периоду од 1944. до 1980. додељен је укупно 627 пута. 
Орден партизанске звезде са сребрним венцем (раније другог реда), у периоду од 1944. до 1972. додељен је укупно 1.531 пут.
Орден партизанске звезде са пушкама (раније трећег реда), у периоду од 1944. до 1973. додељен је укупно 10.384 пута. 
Напомена: Због великог броја одликованих лица овим одликовањем, немогуће је направити потпуни списак одликованих, па је списак углавном концентрисан на лици која су Орденом партизанске звезде првог и другог реда одликована у току Народноослободилачког рата, као и одликованим страним држављанима.

## Одликовани Орденом партизанске звезде са златним венцем
Неки од одликованих Орденом партизанске звезде са златним венцем су:

### Југословенски држављани
1. Виктор Авбељ, одликован 25. септембра 1944. године
2. Јакоб Авшич, одликован 25. септембра 1944. године
3. Ладо Амброжич, одликован 7. септембра 1944. године
4. Вицко Антић, одликован 25. септембра 1944. године
5. Михаило Апостолски, одликован 7. септембра 1944. године
6. Владимир Бакарић, одликован 25. септембра 1944. године
7. Митар Бакић, одликован 25. септембра 1944. године
8. Анте Банина, одликован 7. септембра 1944. године
9. Урош Богуновић, одликован 25. септембра 1944. године
10. Јосип Броз Тито, одликован 1945. године
11. Антон Видмар, одликован 25. септембра 1944. године
12. Никола Видовић, одликован 25. септембра 1944. године
13. Немања Влатковић, одликован 6. децембра 1944. године
14. Петар Војиновић, одликован 25. септембра 1944. године
15. Радован Вукановић, одликован 25. септембра 1944. године
16. Светозар Вукмановић, одликован 25. септембра 1944. године
17. Јован Вукотић, одликован 25. септембра 1944. године
18. Иван Гошњак, одликован 7. септембра 1944. године
19. Пеко Дапчевић, одликован 7. септембра 1944. године
20. Илија Дошен, одликован 7. септембра 1944. године
21. Милован Ђилас, одликовање му одузето 1957. године
22. Душан Егић, одликован 15. новембра 1944. године
23. Милан Зорић, одликован 25. септембра 1944. године
24. Павле Илић, одликован 25. септембра 1944. године
25. Павле Јакшић, одликован 7. септембра 1944. године
26. Ђоко Јованић, одликован 25. септембра 1944. године
27. Васо Јовановић, одликован 25. септембра 1944. године
28. Обрад Јокић, одликован 25. септембра 1944. године
29. Никола Карановић, одликован 6. децембра 1944. године
30. Душан Кведер, одликован 25. септембра 1944. године
31. Мило Килибарда, одликован 25. септембра 1944. године
32. Велимир Кнежевић, одликован 6. децембра 1944. године
33. Данило Лекић, одликован 7. септембра 1944. године
34. Илија Матерић, одликован 25. септембра 1944. године
35. Петар Мећава, одликован 25. септембра 1944. године
36. Милутин Морача, одликован 25. септембра 1944. године
37. Коста Нађ, одликован 7. септембра 1944. године
38. Радојица Ненезић, одликован 25. септембра 1944. године
39. Саво Оровић, одликован 25. септембра 1944. године
40. Бранко Пољанац, одликован 25. септембра 1944. године
41. Владо Поповић, одликован 7. септембра 1944. године
42. Коча Поповић, одликован 7. септембра 1944. године
43. Стане Поточар, одликован 25. септембра 1944. године
44. Ђурађ Предојевић, одликован 25. септембра 1944. године
45. Рудолф Приморац, одликован 25. септембра 1944. године
46. Милета Протић, посмртно одликован 1957. године
47. Александар Ранковић
48. Славко Родић, одликован 7. септембра 1944. године
49. Франц Розман, одликован 7. септембра 1944. године
50. Иван Рукавина, одликован 25. септембра 1944. године
51. Милан Станивуковић, одликован 25. септембра 1944. године
52. Драгутин Станић, одликован 7. септембра 1944. године
53. Велимир Стојнић, одликован 25. септембра 1944. године
54. Велимир Терзић, одликован 25. септембра 1944. године
55. Војо Тодоровић, одликован 25. септембра 1944. године
56. Мијалко Тодоровић, одликован 25. септембра 1944. године
57. Владо Ћетковић, одликован 7. септембра 1944. године
58. Душан Ћубић, одликован 25. септембра 1944. године
59. Цветко Узуновски, одликован 25. септембра 1944. године
60. Раде Хамовић, одликован 25. септембра 1944. године
61. Већеслав Хољевац, одликован 25. септембра 1944. године
62. Јанез Хрибар Тоне, одликован 25. септембра 1944. године
63. Милан Шакић, одликован 25. септембра 1944. године
64. Владо Шегрт, одликован 25. септембра 1944. године
65. Бошко Шиљеговић, одликован 7. септембра 1944. године
66. Милош Шиљеговић, одликован 25. септембра 1944. године
67. Ранко Шипка, одликован 25. септембра 1944. године
68. Фјодор Махин, одликован 4. јуна 1945. године

### Страни држављани
1. Виктор Атанасов, НР Бугарска, одликован 9. јуна 1945. године
2. Александар Васиљевски, Совјетски Савез, одликован 1946. године
3. Цонју Ганев, НР Бугарска, одликован 9. јуна 1945. године
4. Ангел Доцев, НР Бугарска, одликован 9. јуна 1945. године
5. Пјотр Капица, Совјетски Савез, одликован 1964. године
6. Иван Коњев, Совјетски Савез
7. Лудвик Свобода, Чехословачка СР, одликован 1946.
8. Владимир Стојчев, НР Бугарска, одликован 9. јуна 1945. године
9. Владимир Судец, Совјетски Савез
10. Стефан Таралежков,  НР Бугарска, одликован 9. јуна 1945. године
11. Семјон Тимошенко, Совјетски Савез
12. Тодор Тошев, НР Бугарска, одликован 9. јуна 1945. године
13. Стојан Трендафилов, НР Бугарска, одликован 9. јуна 1945. године
14. Иван Хубенов, НР Бугарска, одликован 9. јуна 1945. године

### Војне јединице
1. Прва пролетерска ударна бригада, одликована 15. новембра 1944. године
2. Друга пролетерска ударна бригада
3. Трећа пролетерска санџачка ударна бригада, одликована 15. новембра 1944. године
4. Четврта пролетерска црногорска ударна бригада
5. Тринаеста пролетерска ударна бригада, одликована 15. новембра 1944. године
6. Пета крајишка козарска ударна бригада, одликована 15. новембра 1944. године
7. Друга личка пролетерска ударна бригада
8. Прва македонско-косовска пролетерска бригада
9. Трећа војвођанска ударна бригада
10. Четврта војвођанска ударна бригада
11. Пета војвођанска ударна бригада
12. Шеста војвођанска ударна бригада, одликована 15. новембра 1944. године

## Одликовани Орденом партизанске звезде са сребрним венцем
Неки од одликованих Орденом партизанске звезде са сребрним венцем су:
1. Јосип Антоловић, одликован 25. септембра 1944. године
2. Јанко Бобетко, одликован 25. септембра 1944. године
3. Петар Богдан, одликован 25. септембра 1944. године
4. Гедеон Богдановић, одликован 7. септембра 1944. године
5. Вид Бодирожа, одликован 25. септембра 1944. године
6. Божо Божовић, одликован 25. септембра 1944. године
7. Раде Булат, одликован 25. септембра 1944. године
8. Жарко Видовић, одликован 7. септембра 1944. године
9. Ђуро Војводић, одликован 25. септембра 1944. године
10. Ратко Вујовић, одликован 25. септембра 1944. године
11. Богдан Вујошевић, одликован 25. септембра 1944. године
12. Раде Грмуша, одликован 25. септембра 1944. године
13. Максо Дакић, одликован 25. септембра 1944. године
14. Никола Демоња, одликован 7. септембра 1944. године
15. Стјепан Дошен,  одликован 7. септембра 1944. године
16. Љубодраг Ђурић, одликован 7. септембра 1944. године
17. Милош Зекић, одликован 7. септембра 1944. године
18. Раде Зорић, одликован 25. септембра 1944. године
19. Драгиша Ивановић, одликован 25. септембра 1944. године
20. Радивоје Јовановић, одликован 7. септембра 1944. године
21. Радослав Јовић Мишко, одликован 7. септембра 1944. године
22. Милан Јока, одликован 25. септембра 1944. године
23. Петар Калања, одликован 7. септембра 1944. године
24. Чедо Капор, одликован 6. децембра 1944. године
25. Владо Карановић, одликован 7. септембра 1944. године
26. Саво Кесар, одликован 7. септембра 1944. године
27. Никола Кличковић, одликован 7. септембра 1944. године
28. Душан Кораћ, одликован 25. септембра 1944. године
29. Перо Косорић, одликован 25. септембра 1944. године
30. Милан Купрешанин, одликован 25. септембра 1944. године
31. Јанко Лепин, одликован 7. септембра 1944. године
32. Никола Љубичић, одликован 7. септембра 1944. године
33. Јосиф Маловић, одликован 25. септембра 1944. године
34. Глиго Мандић, одликован 25. септембра 1944. године
35. Јован Маринковић Иво, одликован 25. септембра 1944. године
36. Ратко Мартиновић, одликован 25. септембра 1944. године
37. Евген Матејка, одликован 7. септембра 1944. године
38. Тихомир Милошевски, одликован 7. септембра 1944. године
39. Миланчић Миљевић, одликован 25. септембра 1944. године
40. Владимир Мутак, одликован 7. септембра 1944. године
41. др Иван Новак Лука, одликован 25. септембра 1944. године
42. Сулејман Омеровић, одликован 25. септембра 1944. године
43. Богдан Орешчанин, одликован 7. септембра 1944. године
44. Станко Пармач, одликован 7. септембра 1944. године
45. Слободан Пенезић, одликован 7. септембра 1944. године
46. Ратко Перић, одликован 25. септембра 1944. године
47. Марко Перичин, одликован 7. септембра 1944. године
48. Даница Перовић
49. Андрија Петковић, одликован 7. септембра 1944. године
50. Бранко Петричевић, одликован 25. септембра 1944. године
51. Вујадин Поповић, одликован 7. септембра 1944. године
52. Томица Поповић, одликован 25. септембра 1944. године
53. Илија Радаковић, одликован 7. септембра 1944. године
54. Вељко Ражнатовић
55. Стево Рауш, одликован 25. септембра 1944. године
56. Јосип Ружичка, одликован 25. септембра 1944. године
57. Павле Савић, одликован 25. септембра 1944. године
58. Јанко Секирник, одликован 7. септембра 1944. године
59. Иван Сењуг, одликован 25. септембра 1944. године
60. Ратко Софијанић, одликован 7. септембра 1944. године
61. Нико Стругар, одликован 7. септембра 1944. године
62. Милош Сузић, одликован 25. септембра 1944. године
63. Миле Тенђерић, одликован 7. септембра 1944. године
64. Саво Трикић, одликован 7. септембра 1944. године
65. Миле Узелац, одликован 25. септембра 1944. године
66. Средоје Урошевић, одликован 7. септембра 1944. године
67. Драго Флис, одликован 25. септембра 1944. године
68. Халил Хаџимуртезић, одликован 7. септембра 1944. године
69. Фрнац Хочевар, одликован 7. септембра 1944. године
70. Богдан Црнобрња, одликован 7. септембра 1944. године
71. Вангел Чукаловски, одликован 7. септембра 1944. године
72. Божо Чулић, одликован 7. септембра 1944. године
73. Винко Швоб, одликован 7. септембра 1944. године
74. Иван Шибл, одликован 7. септембра 1944. године
75. Јован Штоковац, одликован 25. септембра 1944. године
76. Изидор Штрок, одликован 7. септембра 1944. године

## Одликовани Орденом партизанске звезде са пушкама
Неки од одликованих Орденом партизанске звезде са сребрним венцем су:
1. др Владислав Бељаков, одликован 9. јуна 1945. године
2. др Саша Божовић, одликован 9. јуна 1945. године
3. Мане Брека, одликован 25. септембра 1944. године
4. Павле Вукомановић, одликован 25. септембра 1944. године
5. Чедо Грбић, одликован 25. септембра 1944. године
6. Данило Дамјановић, одликован 25. септембра 1944. године
7. Бранко Дуде, одликован 25. септембра 1944. године
8. Душан Егић, одликован 25. септембра 1944. године
9. Васко Карангелески, одликован 7. септембра 1944. године
10. др Наталија Кисељевскаја, одликована 25. септембра 1944. године
11. Марко Милановић, одликован 25. септембра 1944. године
12. Саво Миљановић, одликован 25. септембра 1944. године
13. Адам Петровић, одликован 25. септембра 1944. године
14. др Иво Поповић Ђани, одликован 9. јуна 1945. године
15. Велимир Радичевић, одликован 25. септембра 1944. године
16. Јоцо Тарабић, одликован 25. септембра 1944. године
17. Фрањо Туђман, одликован 25. септембра 1944. године
18. Стјепан Фунарић, одликован два пута — први пут 25. септембра 1944. године
19. Јанез Хрибар, одликован 9. јуна 1945. године
20. Перо Цар, одликован 25. септембра 1944. године